# セルジオ・ファリアス
セルジオ・ファリアス (Sérgio Farias) こと、セルジオ・リカルド・ジ・パイヴァ・ファリアス（Sérgio Ricardo de Paiva Farias, 1967年6月9日 - ）は、ブラジル・リオデジャネイロ出身のサッカー指導者。

## 来歴
1993年、CERAAサン・マテウスで指導者としてのキャリアをスタートさせる。若い世代への指導でキャリアを重ねる。2004年にウニオン・アグリーコラ・バルバレンセFCでブラジル全国選手権3部優勝を果たした。
2005年にKリーグの浦項スティーラースの監督に就任。同国初のブラジル人監督となる。2007年にはリーグは5位で終わるがプレーオフで勝ち進み、同チームを優勝に導く。2008年には韓国FAカップで優勝を果たしている。ACLには2008年・2009年と連続出場し、2008年はグループリーグ敗退したが2009年はクラブを初のACL優勝に導く（クラブは前身のアジアクラブ選手権で2回優勝経験がある）。2008年にKリーグの外国人監督の最多勝利記録を更新した。韓国内では代表監督に推されるほどの高い評価を得ている。
2009年12月、UAEで行われたクラブワールドカップで浦項を3位に導いた。この大会を最後に、自身の休息と子供の教育を理由として帰国を希望し 退任。
2010年、サウジアラビアのアル・アハリの監督に就任。先述の経緯から韓国サッカーファンの反感を買った。
2016年5月12日、インド・スーパーリーグのノースイースト・ユナイテッドFCの指揮官に就任。しかし同年7月9日にタイ・リーグのスパンブリーFCへ復帰することが発表された。

## タイトル

### クラブ
バルバレンセ
- カンピオナート・ブラジレイロ・セリエC : 2004

浦項スティーラーズ
- Kリーグ : 2007
- 韓国FAカップ : 2008
- 韓国リーグカップ : 2009
- AFCチャンピオンズリーグ : 2009

### 代表
ブラジル U-17
- 南米U-17選手権 : 2001

### 個人
- Kリーグ年間最優秀監督 : 2007